# Britt Herbots
Britt Herbots, född 24 september 1999 i Sint-Truiden, är en belgisk volleybollspelare (spiker) som spelar för Pallavolo Scandicci Savino Del Bene och Belgiens damlandslag i volleyboll. Hon tillhör landslagets stora stjärnor. Hon har en teknisk och explosiv spelstil.

## Karriär

### Klubblag
Herbots professionella karriär började säsongen 2015/2016 i Asterix Kieldrecht. Hon spelade två år för klubben som under tiden bytte namn till Asterix Avo och var med om att vinna belgiska ligan två gånger, belgiska cupen två gånger och belgiska supercupen en gång.
Inför säsongen 2017/2018 gick Herbot till franska Ligue A-klubben ASPTT Mulhouse, där hon var med och vann franska supercupen. Följande år gick Herbot till italienska Serie A1-klubben UYBA. Hon var med och vann CEV Cup 2018/2019 samt blev utsedd till turneringens mest värdefulla spelare. Efter två år i klubben från Busto Arsizio flyttade Herbot inför säsongen 2020/2021 till AGIL Volley. Efter två år även med AGIL gick hon över till Azzurra Volley Firenze. Med dem spelade hon en säsong innan hon 2023 gick över till Pallavolo Scandicci Savino Del Bene, som hon spelat med sedan dess.

### Landslag
Herbots spelade mellan 2014 och 2016 för U19-landslaget och 2015 för U18-landslaget, där hon var med och tog brons i ungdoms-EM. Mellan 2015 och 2017 spelade Herbots dessutom för U20-landslaget.
Herbots debuterade i seniorlandslaget 2015 och varit en del av truppen vid VM 2022 samt vid EM 2017, 2019, 2021 och 2023.